# ديونتي بيرتون
ديونتي بيرتون (بالإنجليزية: Deonte Burton)‏ مواليد 26 يونيو 1991 في لوس أنجلوس، هو لاعب كرة سلة أمريكي. بدأ مسيرته الاحترافية في سنة 2014. يلعب في الدوري الفرنسي لكرة السلة الدرجة الثانية كلاعب هجوم خلفي. يحمل الرقم 17. يبلغ طوله 6 قدم 1 بوصة (1.9 م).

## روابط خارجية
- ديونتي بيرتون على موقع سبورتس رفرنس (الإنجليزية)
- ديونتي بيرتون على موقع كرة السلة الأوروبية.كوم (الإنجليزية)
- ديونتي بيرتون على موقع DraftExpress.com (الإنجليزية)
- ديونتي بيرتون على موقع كلية كرة السلة في سبورتس رفرنس.كوم (الإنجليزية)
- ديونتي بيرتون على موقع ريلجم (الإنجليزية)
- ديونتي بيرتون على موقع بروبوليرز (الإنجليزية)
- ديونتي بيرتون على موقع سبورتس رفرنس (الإنجليزية)